# Ian Wolfe
Ian Marcus Wolfe (4 de noviembre de 1896 - 23 de enero de 1992)  fue un actor de carácter estadounidense con alrededor de 400 créditos en cine y televisión. Hasta 1934 trabajó en el teatro. Ese año apareció en su primer papel cinematográfico y más tarde en televisión, como actor de carácter. Su carrera duró siete décadas e incluyó muchas películas y series de televisión; su último crédito en pantalla fue en 1990.

## Primeros años
Nacido en Canton, Illinois, Wolfe estudió en la Academia Estadounidense de Artes Dramáticas. 

## Carrera
El debut teatral de Wolfe se produjo en The Claw (1919).  Sus créditos en Broadway incluyen The Deputy (1964), Winesburg, Ohio (1958), Lone Valley (1933), Devil in the Mind (1931), The Barretts of Wimpole Street (1931), Lysistrata (1930), The Seagull (1930), At the Bottom (1930), Skyrocket (1929), Gods of the Lightning (1928) y The Claw (1921).
Wolfe hizo su debut cinematográfico en The Barretts of Wimpole Street (1934). Apareció en muchas películas, entre ellas Motín a bordo (1935), Saboteur (1942) de Alfred Hitchcock, Julio César (1953), Rebelde sin causa (1955) de James Dean y THX 1138 (1971) de George Lucas. Aunque era estadounidense de nacimiento, su experiencia en el teatro le proporcionó una dicción precisa, y a menudo fue elegido para interpretar a ingleses en la pantalla, incluido un comisionado ficticio de Scotland Yard en la última película de la serie de películas de Sherlock Holmes de 1939-1946, Dressed to Kill (1946). También apareció en otras tres películas de la serie, como un anticuario estadounidense en Sherlock Holmes en Washington (1943), como mayordomo en The Scarlet Claw (1944) y como comerciante de arte en The Pearl of Death (1944). Interpretó a Carter, el empleado y gerente de la oficina de Sir Wilfrid Robarts en Witness for the Prosecution (1957).
Wolfe interpretó a un médico corrupto de un pequeño pueblo en "Six Gun's Legacy", un episodio de la primera temporada (1949) de El Llanero Solitario. Wolfe apareció en el episodio de Perry Mason de 1966 "El caso del Aullador de medianoche" como Abel Jackson. En 1966, interpretó al nuevo Reverendo Leighton en The Andy Griffith Show ("Aunt Bee's Crowning Glory", transmitido el 10 de octubre de 1966). También apareció en dos episodios de la serie de televisión original de Star Trek : "Pan y circo" (1968) como Septimus, y "Todos nuestros ayeres" (1969) como el Sr. Atoz. Apareció como estrella invitada en un episodio de 1977 del drama criminal de ABC The Feather and Father Gang, e interpretó al mago Traquill en la serie Wizards and Warriors (1983). En 1982, Wolfe tuvo un pequeño papel recurrente en la serie de televisión WKRP en Cincinnati como Hirsch, el mayordomo sarcástico e irreverente de la propietaria de WKRP, Lillian Carlson.
Un aspecto central del atractivo de Wolfe como actor de personajes era que, hasta que alcanzó la vejez real, siempre parecía considerablemente mayor de lo que en realidad era. En la película Mad Love (1935), interpretó al padrastro de Colin Clive, aunque sólo era cuatro años mayor que Clive. En la película Houdini (1953), le advirtió al mago que evitara los asuntos ocultos y le dijo que "siguiera el consejo de un anciano". Apareció en películas durante otros 37 años; su último crédito cinematográfico fue en Dick Tracy (1990).

## Vida personal
Durante la Primera Guerra Mundial, Wolfe sirvió en el Ejército de los Estados Unidos como especialista médico voluntario.   Se convirtió en sargento.
Wolfe escribió y autopublicó dos libros de poesía, Forty-Four Scribbles and a Prayer: Lyrics and Ballads y Sixty Ballads and Lyrics in Search of Music.
Estuvo casado con Elizabeth Schroder durante 68 años, desde 1924 hasta su muerte; la pareja tuvo dos hijas. Wolfe murió el 23 de enero de 1992, a la edad de 95 años.

## Filmografía parcial
- La fuente de la vida (1934) como Van Arkel
- Los Barrett de Wimpole Street (1934) como Harry Bevan
- El poderoso Barnum (1934) como cónsul sueco
- Clive de la India (1935) como el Sr. Kent (sin acreditar)
- El cuervo (1935) como Geoffrey
- Amor loco (1935) como Henry Orlac (sin acreditar)
- 1.000 dólares por minuto (1935) como Davidson (sin acreditar)
- Motín a bordo (1935) como Maggs
- El caso Leavenworth (1936) como Hudson
- La música va por todas partes (1936) como médico (sin acreditar)
- El ángel blanco (1936) como paciente (sin acreditar)
- Romeo y Julieta (1936) como boticario (sin acreditar)
- El diablo es un mariquita (1936) como prestamista (sin acreditar)
- El caballero audaz (1936) como el sacerdote
- Maytime (1937) como funcionario de la corte (sin acreditar)
- El príncipe y el mendigo (1937) como propietario
- La liga de los hombres asustados (1937) como Nicholas Cabot
- El diablo está conduciendo (1937) como Elias Sanders
- Los candeleros del emperador (1937) como Leon
- La luciérnaga (1937) como Izquierdo (sin acreditar)
- Conquista (1937) como el Príncipe Metternich (sin acreditar)
- Arsène Lupin Returns (1938) como Le Marchand
- María Antonieta (1938) como Herbert (sin acreditar)
- You Can't Take It with You (1938) como la secretaria de Kirby (sin acreditar)
- Blondie (1938) como juez
- Orphans of the Street (1938) como Eli Thadius Bunting
- Lincoln in the White House (1939) como miembro del gabinete de Lincoln (sin acreditar)
- Rápido y Loose (1939) como Wilkes
- Abogado de la sociedad (1939) como Schmidt
- No cuentes cuentos (1939) como Fritz (sin acreditar)
- On Borrowed Time (1939) como Charles Wentworth
- The Great Commandment (1939) como recaudador de impuestos
- Blondie Brings Up Baby (1939) como juez de policía (sin acreditar)
- Allegheny Uprising (1939) como Poole
- The Return of Doctor X (1939) como cuidador del cementerio (sin acreditar)
- The Earl of Chicago (1940) como empleado de lectura
- Abe Lincoln in Illinois (1940) como Horace Greeley (sin acreditar)
- Earthbound (1940) como Amos Totten
- We Who Are Young (1940) como juez
- Foreign Correspondent (1940) como Stiles
- The Son of Monte Cristo (1940) como Conrad Stadt
- Hudson's Bay (1941) como alcalde
- The Trial of Mary Dugan (1941) como Dr. Wriston (sin acreditar)
- Singapore Woman (1941) como el abogado Sidney P. Melrose (sin acreditar)
- Love Crazy (1941) como médico que escucha con cordura (sin acreditar)
- Adventure in Washington (1941) como Emerson (sin acreditar)
- Shining Victory (1941) como el Sr. Carew (sin acreditar)
- Paris Calling (1941) como trabajador delgado (sin acreditar)
- Born to Sing (1942) como crítico (sin acreditar)
- Secret Agent of Japan (1942) como el Capitán Larsen
- Saboteur (1942) como Robert, el mayordomo
- La señora Miniver (1942) como dentista (sin acreditar)
- Bombas sobre Birmania (1942) como hombre (sin acreditar)
- Escuadrón Águila (1942) como Sir Charles Porter
- Ahora, Voyager (1942) como Lloyd (sin acreditar)
- Pesadilla (1942) como James
- Cosecha aleatoria (1942) como registrador de nacimientos (sin acreditar)
- La luna se ha puesto (1943) como Joseph (sin acreditar)
- Sherlock Holmes in Washington (1943) como empleado de una tienda de antigüedades (sin acreditar)
- El halcón in Danger (1943) como Thomas (sin acreditar)
- The Man from Down Under (1943) como soldado que busca al padre Antoine (sin acreditar)
- Holy Matrimony (1943) como Strawley (sin acreditar)
- Corvette K-225 (1943) como comandante pagador (sin acreditar)
- Flesh and Fantasy (1943) como bibliotecario (sin acreditar)
- Government Girl (1943) como Thomas, empleado de hotel (sin acreditar)
- The Falcon and the Co-eds (1943) como Eustace L. Harley (sin acreditar)
- The Song of Bernadette (1943) como ministro del interior (sin acreditar)
- El impostor (1944) como el sargento Clerk
- Su hombre primitivo (1944) como Caleb
- Siete días en tierra (1944) como notificador de procesos (sin acreditar)
- Once Upon a Time (1944) como Joe (sin acreditar)
- The White Cliffs of Dover (1944) como capitán del barco de luna de miel (sin acreditar)
- The Scarlet Claw (1944) como Drake
- The Invisible Man's Revenge (1944) como Feeney
- Are These Our Parents? (1944) como Pa Henderson
- Wilson (1944) como reportero (sin acreditar)
- The Pearl of Death (1944) como Amos Hodder
- Reckless Age (1944) como el profesor Mellasagus (sin acreditar)
- En sociedad (1944) como mayordomo (sin acreditar)
- Los alegres Monahans (1944) como oficinista
- Babes on Swing Street (1944) como Anjsel (sin acreditar)
- El baile nacional del granero (1944) como ministro (sin acreditar)
- El misterio del barco fluvial (serie de 1944) como Herman Einreich (capítulos 1-3)
- Asesinato en la habitación azul (1944) como Edwards
- El bandido del bosque de Sherwood (1945) como Lord Mortimer
- Una canción para recordar (1945) como oficinista de Pleyel (sin acreditar)
- Zombies on Broadway (1945) como el profesor Hopkins
- Counter-Attack (1945) como Ostrovski (sin acreditar)
- Blonde Ransom (1945) como Oliver
- The Brighton Strangler (1945) como el alcalde Herman Brandon R. Clive
- Love Letters (1945) como el vicario (sin acreditar)
- Strange Confession (1945) como Frederick (sin acreditar)
- This Love of Ours (1945) como el Dr. Straus (sin acreditar)
- Confidential Agent (1945) como el Dr. Bellows
- The Fighting Guardsman (1946) como el prefecto Berton (sin acreditar)
- El mañana es para siempre (1946) como Norton
- Tres extraños (1946) como Gillkie el abogado (sin acreditar)
- El lobo solitario (1946) como Adam Wheelright
- Bedlam (1946) como Sidney Long
- Sin reservasf (1946) como Charlie Gibbs (sin acreditar)
- Vestida para matar (1946) como comisionado de Scotland Yard
- El viento que busca (1946) como Sears
- El caballero Joe Palooka (1946) como el editor W.W. Dwight
- The Verdict (1946) como Jury Foreman (sin acreditar)
- The Falcon's Adventure (1946) como J.D. Denison
- California (1947) como el presidente James K. Polk (sin acreditar)
- That Way with Women (1947) como L.B. Crandall
- Pursued (1947) como Coroner (sin acreditar)
- Dishonored Lady (1947) como el Dr. E.G. Lutz (sin acreditar)
- The Marauders (1947) como Deacon Black
- Wild Harvest (1947) como Martin (sin acreditar)
- Desire Me (1947) como Dr. Poulin (sin acreditar)
- The Judge Steps Out (1947) como Hector Brown
- If Winter Comes (1947) como Dr. Clement Avington (sin acreditar)
- Three Daring Daughters (1948) como Martin (sin acreditar)
- El milagro de las campanas (1948) como Grave Digger (sin acreditar)
- Mr. Blandings construye la casa de sus sueños (1948) como Smith
- Johnny Belinda (1948) como rector (sin acreditar)
- Silver River (1948) como notificador de procesos (sin acreditar)
- They Live by Night (1948) como Hawkins
- Julia Misbehaves (1948) como Hobson, el mayordomo
- Homicide (1949) como Fritz (sin acreditar)
- Bride of Vengeance (1949) como concejal (sin acreditar)
- The Younger Brothers (1949) como presidente de la junta de libertad condicional
- Manhandled (1949) como Charlie (sin acreditar)
- Territorio de Colorado (1949) como Homer Wallace
- Joe Palooka en el Counterpunch (1949) como el profesor Lilliquist
- Mi amiga Irma (1949) como ministro (sin acreditar)
- Por favor, créeme (1950) como Edward Warrender
- Sin salida (1950) como Watkins (sin acreditar)
- La chica petty (1950) como el presidente Webb (sin acreditar)
- Cañón del cobre (1950) como el señor Henderson
- Boda de emergencia (1950) como el Dr. White (sin acreditar)
- The Magnificent Yankee (1950) como Adams
- A Place in the Sun (1951) como el Dr. Wyeland (sin acreditar)
- The Great Caruso (1951) como Hutchins
- Mask of the Avenger (1951) como el señor Donner
- Here Comes the Groom (1951) como el tío Adam
- On Dangerous Ground (1951) como el sheriff Carrey
- The Captive City (1952) como el reverendo Nash
- Holiday for Sinners (1952) como Monseñor Lavaud (sin acreditar)
- Los miserables (1952) como juez presidente (sin acreditar)
- Capitán Pirata (1952) como Virrey (sin acreditar)
- Algo para los pájaros (1952) como Foster
- Julio César (1953) como Ligarius
- Escándalo en Scourie (1953) como el concejal Hurdwell
- La joven Bess (1953) como Extraño (sin acreditar)
- Houdini (1953) como Malue
- 99 River Street (1953) como Waldo Daggett
- La actriz (1953) como el Sr. Bagley
- Acerca de la Sra. Leslie (1954) como el Sr. Pope
- Siete novias para siete hermanos (1954) como el reverendo Elcott
- Sus doce hombres (1954) como Roger Frane
- La jaula de acero (1954) como Curly Henderson (segmento "El rostro") (sin acreditar)
- El cáliz de plata (1954) como Theron
- Moonfleet (1955) como Tewkesbury
- La El ladrón del rey (1955) como Fell
- Rebelde sin causa (1955) como el Dr. Minton
- Sinceramente suyo (1955) como el Sr. Rojeck (sin acreditar)
- La corte marcial de Billy Mitchell (1955) como el presidente Calvin Coolidge
- Diane (1956) como Lord Tremouille
- Gaby (1956) como registrador
- Testigo de cargo (1957) como H. A. Carter
- Pollyanna (1960) como Sr. Neely
- El mundo perdido (1960) como Burton White
- Todo en una noche de trabajo (1961) como O'Hara
- El maravilloso mundo de los hermanos Grimm (1962) como Gruber
- El diario de un loco (1963) como Pierre
- El camino de un hombre (1964) como el obispo Hardwick
- Juegos (1967) como el Dr. Edwards
- THX 1138 (1971) como PTO
- El hombre terminal (1974) como sacerdote
- Homebodies (1974) como el Sr. Loomis
- The Fortune (1975) como juez de paz
- I Wonder Who's Killing Her Now? (1975) como Philips el mayordomo
- Mr. Sycamore (1975) como Abner / Arnie
- Mean Dog Blues (1978) como juez
- The Seniors (1978) como el Sr. Bleiffer
- The Frisco Kid (1979) como el Padre Joseph
- Up the Academy (1980) como el Comandante Causeway
- Reds (1981) como el Sr. Partlow
- ¡Maldición! (1982) como Morley
- Creador (1985) como el profesor Brauer
- Checking Out (1989) como el Sr. D'Amato
- Dick Tracy (1990) como falsificador (último papel en la película)

## Créditos parciales de televisión
- Bonanza, episodio "El vengador" (1960) como Ed Baxter; episodio "Fuga bancaria" (1961) como John J. Harrison; episodio "Las muchas caras de Gideon Flinch" (1961) como Gideon Flinch; episodio "El foco de atención" (1965) como Amos
- La dimensión desconocida, episodio "Tío Simón" (1963), como Schwimmer
- El fugitivo, episodio "Pesadilla en Northoak" (1963), como el Dr. Babcock
- Los invasores, episodio "Doomsday Minus One" (1967), como el secretario Rosmundson
- Star Trek, episodio "Pan y circo" (1968), como Septimus
- Star Trek: La serie original (1969) – El Sr. Atoz en la temporada 3:E23, “ Todos nuestros ayeres ”
- La familia Partridge, episodio "Road Song" (1971), como el abuelo de Maggie
- La hija del diablo (película de 1973) - (American Broadcasting Company)Película para televisión , 9º. Ene.)
- Un toque de gracia, episodio "La reunión" (1973)
- El show de Mary Tyler Moore, episodio "Cualquiera que odie a los niños y a los perros" (1975), como abuelo
- Mujer Maravilla, episodio "La nueva Mujer Maravilla original" (1975), como Gerente de Banco
- Hawaii Five-O, episodio "Jubilación en la soleada Hawaii... para siempre" (1975)
- Todo en familia, episodio "Socios desiguales" (1977), como Herbert Hooper
- Barney Miller, temporada 4, episodio "Acción de Gracias" (1977), como un paciente psiquiátrico sin nombre
- Taxi, temporada 2, episodio "Honra a tu padre" (1979), como el anciano en el hospital.
- WKRP en Cincinnati, episodio "A Simple Little Wedding" (1981), "The Consultant" (1981), "Love, Exciting and New" (1982), "Up and Down the Dial" (1982) como Hirsch, el mayordomo de la Sra. Carlson
- Barney Miller, episodio "La Tontina" (1982), como Joseph Spidonie
- Cheers, episodio "Uno para el libro" (1982), como Buzz Crowder